# El Atrato
El Atrato est une municipalité située dans le département de Chocó, en Colombie.